# ホークィアム (哨戒フリゲート)
|          | |
| 艦歴     | |
| 発注     | |
| 起工     | 1943年4月10日 |
| 進水     | 1943年7月31日 |
| 就役     | 1944年5月8日 1950年9月27日                                                                                       |
| 退役     | 1945年8月16日 1951年10月5日                                                                                      |
| その後   | 1945年8月16日にソ連に貸与。 1951年10月5日に大韓民国に貸与。                                                      |
| 除籍     | 1972年8月1日 |
| 性能諸元 | |
| 排水量   | 1,264 英トン (1,284トン)                                                                                         |
| 全長     | 303 ft 11 in (92.63 m)                                                                                           |
| 全幅     | 37 ft 6 in (11.43 m)                                                                                             |
| 吃水     | 13 ft 8 in (4.17 m)                                                                                              |
| 機関     | ボイラー3基 5,500軸馬力 タービン2基 2軸推進                                                                      |
| 最大速力 | 20ノット (37 km/h)                                                                                               |
| 航続距離 | |
| 乗員     | 190名 |
| 兵装     | Mk.34 3インチ単装砲 3門 40mm連装機銃 2基 20mm単装機銃 9門 ヘッジホッグ 1基 爆雷投射機（Y砲）8基 爆雷投下軌条 2条 |

ホークィアム (USS Hoquiam, PF-5) は、アメリカ海軍の哨戒フリゲート。タコマ級フリゲートの1隻。艦名はワシントン州ホークィアムに因む。

## 艦歴
ホークィアムは海事委任契約の下1943年4月10日にカリフォルニア州リッチモンドのカイザー・カーゴ社で PG-113 として起工した。1943年4月15日に PF-5（哨戒フリゲート）へ艦種変更される。1943年7月31日にヘレン・フィルブリックによって命名、進水し、1944年5月8日に艦長P・B・トリンブル沿岸警備隊少佐の指揮下就役した。
南カリフォルニア沖での整調後、ホークィアムは8月20日にサンフランシスコを出航、シアトルを経由して8月27日にアラスカ州コディアックに到着、アラスカン・シー・フロンティアで船団護衛任務に就き、終戦までアラスカ沿岸での警備を行った。
1945年6月、オーバーホールのためシアトルに帰還。その後アラスカ州コールド・ベイで8月16日に退役し、同日レンドリース法に基づきソ連海軍に貸与された。ソ連では「護衛艦」を意味する「EK」の略号を付与され、EK-14 の名で就役した。
ホークィアムは1949年11月1日に横須賀でアメリカ海軍に返還された。1950年9月27日、B・A・レーン少佐の指揮下再就役し、整調後にアメリカ軍および国連軍に合流するため韓国に向けて出航、10月25日に元山沖に到着した。同地では港湾管制任務を担当し、物資揚陸時には艦艇の護衛を担当した。続く2カ月間、ホークィアムは韓国の北東沿岸での巡視、船団護衛、港湾管制および通信管制任務を担当した。
12月下旬の興南撤退の際には港湾管制の支援を担当し、その後日本に向かった。12月30日に横須賀に到着、ホークィアムは短期間のオーバーホールを受け、その後日本沿岸での無人標的艦任務を1951年1月後半から3月前半まで担当した。3月8日に韓国沿岸に戻り、続く6ヶ月間は元山から城津までの沿岸で作戦活動に従事する。また、敵の沿岸輸送破壊を目的とした偵察巡航に参加した。さらに元山沖での対潜哨戒任務、沿岸施設への砲撃および輸送路の破壊を行った。
5月7日、沿岸の敵陣地に対する砲撃の際、ホークィアムは敵の砲撃によって破損した。修理のため日本に向かい、5月16日に横須賀に到着した。作業が完了すると6月4日に出航、佐世保経由で6月10日に元山沖に到着し、再び艦砲射撃任務に従事した。東海岸での巡航は9月まで続けられた。
9月9日に横須賀に帰還、10月8日に退役すると韓国海軍に貸与され、洛東江（ナクトンガン、ROK Nakdonggang, PF-65）の艦名で就役した。洛東江は1973年にスクラップとして廃棄された。
ホークィアムは朝鮮戦争の戦功で5個の従軍星章を受章した。

## 参照
- この記事はアメリカ合衆国政府の著作物であるDictionary of American Naval Fighting Shipsに由来する文章を含んでいます。 記事はここで閲覧できます。